# Вилла Эфрусси-де-Ротшильд

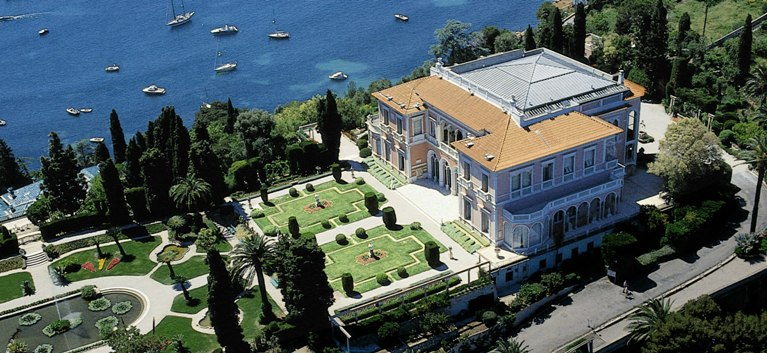
Вид на виллу (южный фасад) и французский сад

Вилла Эфрусси-де-Ротшильд (фр. Villa Ephrussi de Rothschild) — вилла семейства Эфрусси, построенная на мысе Сен-Жан-Кап-Ферра Лазурного Берега баронессой Беатрисой Ротшильд в 1905—1912 годах.
В 1905 году Беатриса, после смерти своего отца, приобретает 7 гектаров земли на мысе Сен-Жан-Кап-Ферра и приступает к постройке виллы своей мечты. Строительство продолжалось 7 лет, за время строительства Беатриса сменила около 20 архитекторов. В 1912 году вилла Эфрусси-де-Ротшильд, названная Беатрисой Иль-де-Франс (фр. Ile de France — «французский остров») приняла первых гостей. Известная своей любовью к коллекционированию, она украсила виллу подлинными предметами искусства XV—XVIII веков.
После смерти Беатрисы в 1934 году вилла и все собранные ею предметы искусства, находившиеся в её различных французских именьях, были переданы по завещанию владелицы Французской Академии Изящных Искусств. В настоящее время вилла является музеем и открыта для посещения.

## Помещения виллы

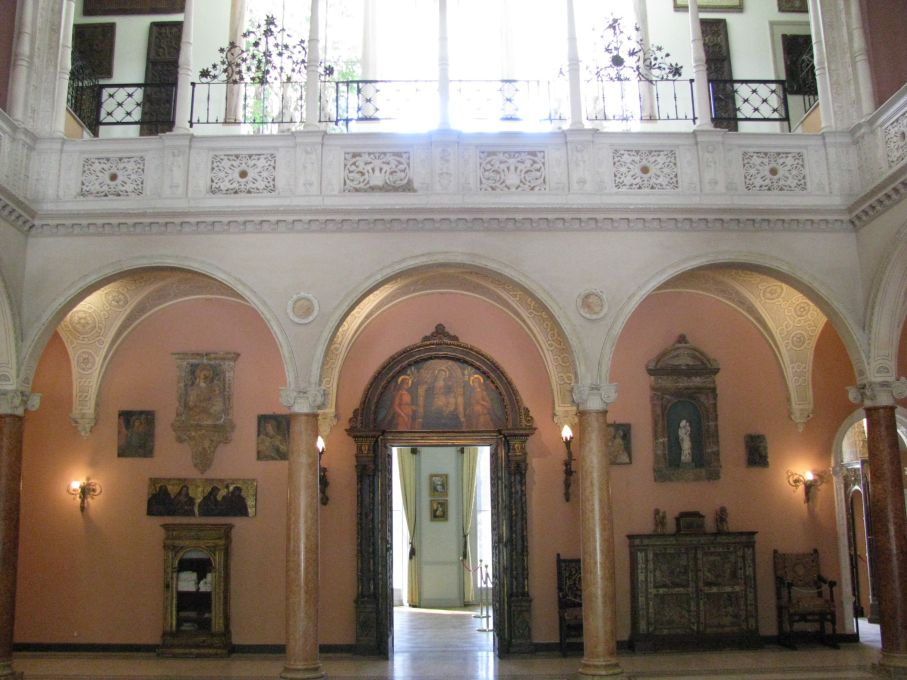
Патио

Холл виллы оформлен в виде патио, окружённого галереей из розового мрамора. В холле собрана коллекция предметов искусства Средневековья и Возрождения (наиболее значимые предметы: алтарный образ валенсианской школы (конец XV века) со святой Бригиттой, Антуаном Отшельником и святым Рошем и картина Карпаччо (начало XVI века) с изображением кондотьера).
По периметру холла расположены двери в следующие помещения:
- салон Людовика XV — окна салона выходят на эспланаду Французского сада, салон украшен креслами эпохи Людовика XV, гобеленами на тему приключений Дон Кихота и полотном Пеллегрини «Фаэтон»;
- салон Людовика XVI — пол украшают два ковра: из Королевской часовни Версаля и 87-й ковёр из серии 104 ковров, заказанных Людовиком XVI для Большой галереи Лувра;

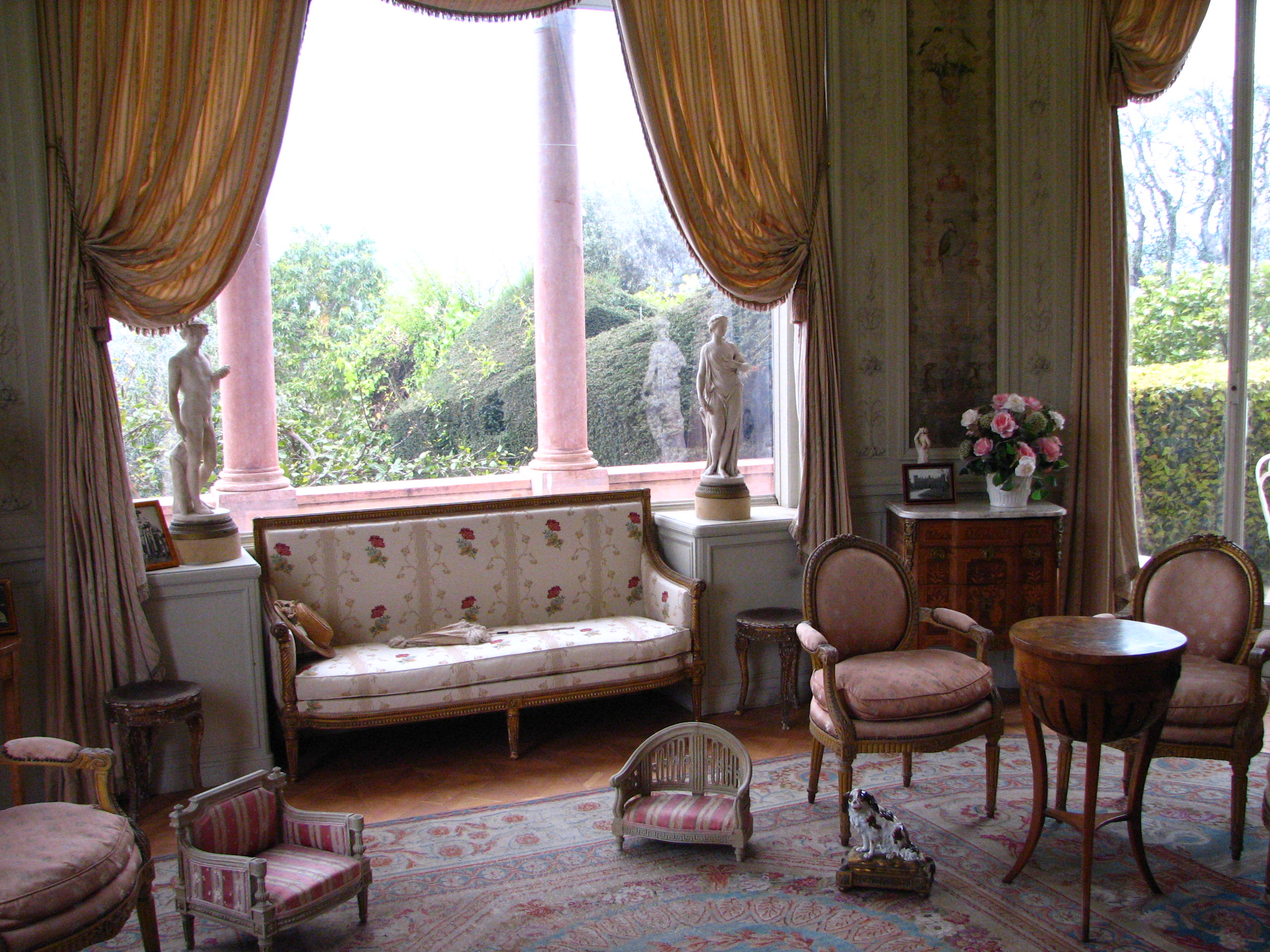
Апартаменты Беатрисы де Ротшильд

- апартаменты Беатрисы де Ротшильд — украшены среди прочего секретером Марии-Антуанетты, в гардеробной выставлены французские костюмы XVIII века, в которых хозяйка виллы любила встречать своих гостей;
- салон фарфора — представлена одна из самых крупных коллекций произведений Севрской и Венсеннской фарфоровых мануфактур, выставлена ваза, принадлежавшая маркизе де Помпадур;
- чайный салон — расположен на террасе, выходящей в севрский сад.

На втором этаже виллы расположены салоны саксонского фарфора, гобеленов, «обезьяний» (с фарфоровым оркестром обезьян), китайский; спальни, оформленные в стиле эпохи Людовика XVI и Директории, приёмная и салон Фрагонара (выставлены акварели художника).
Об истории виллы рассказывалось на выставке «Эфрусси. Путешествие во времени» в Еврейском музее Вены в 2020 году.

## Сады

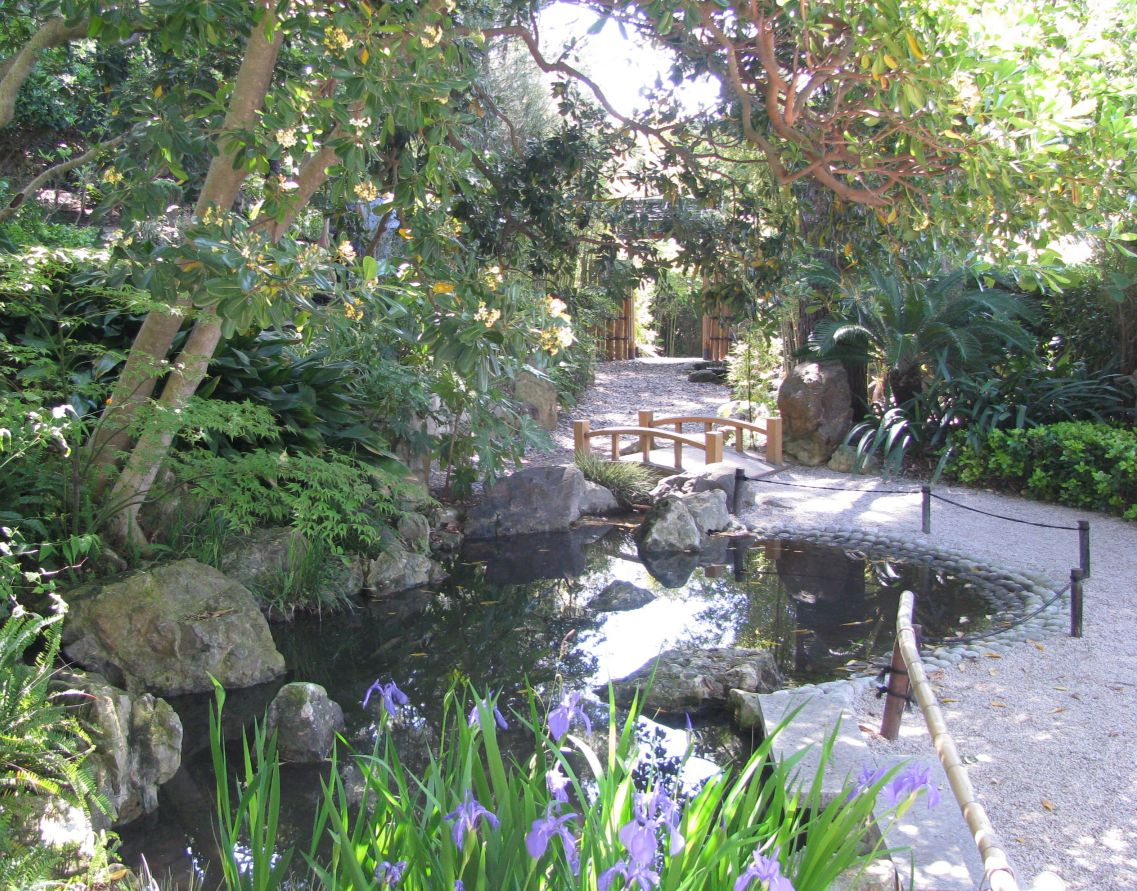
Японский сад

Вилла окружена садами, общей площадью около 4 гектар. Сады виллы называются:
- «испанский сад» — включает в себя грот, беседку и искусственный канал с водными растениями;
- «флорентийский сад» — аллея из кипарисов выходит к заливу Вильфранш, а с другой стороны завершается лестницей в форме подковы, в которой расположен грот;

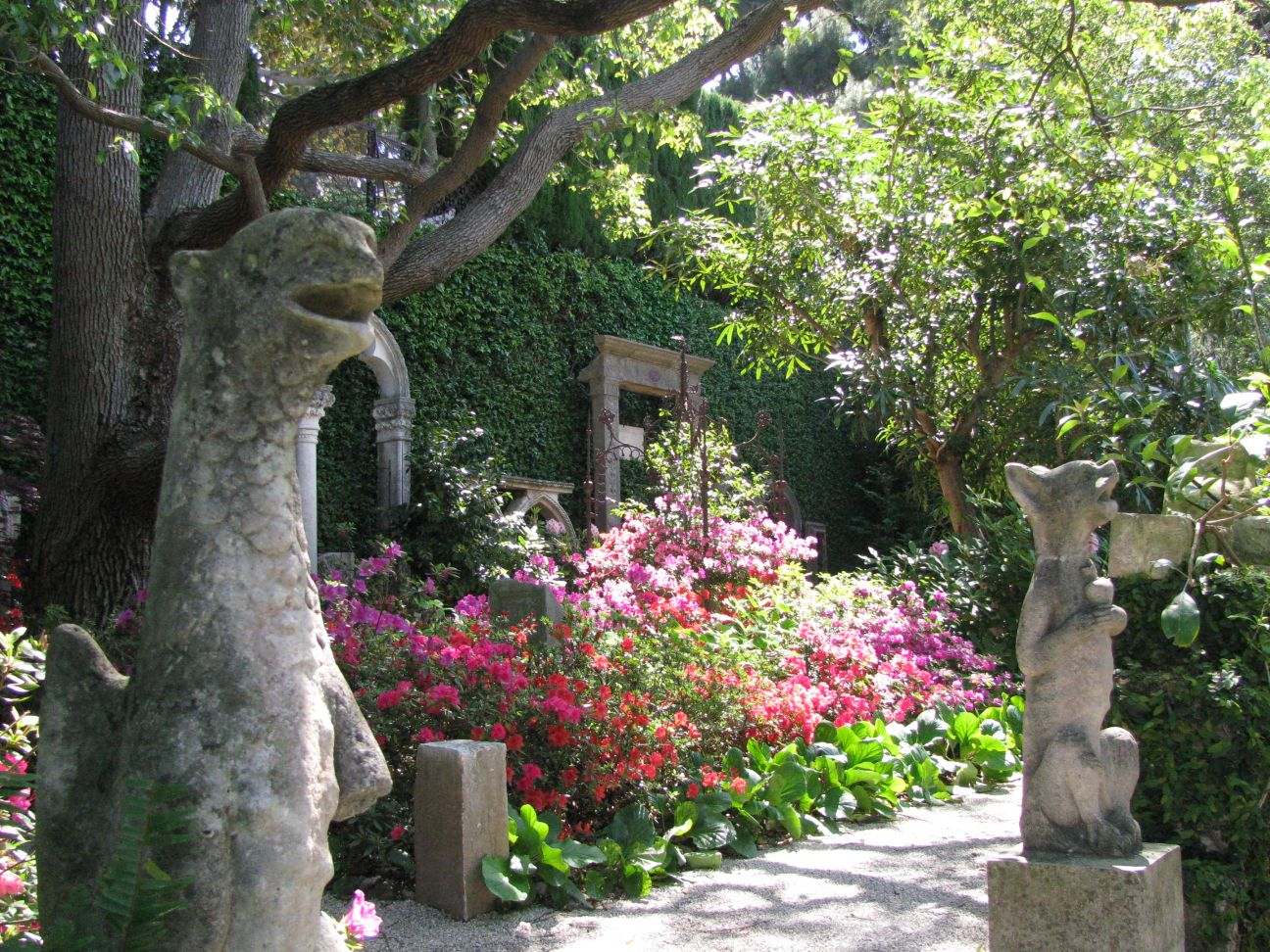
Каменный сад

- «каменный сад» — выставлена коллекция барельефов со светских и религиозных сооружений;
- «японский сад» — состоит из пруда с каскадом и плавающими в нём карпами, а также «сухого» садика и чайного домика;
- «экзотический сад» — украшен кактусами, алоэ, агавой и т. п.;
- «провансальский сад» — произрастают типичные для Прованса оливы, сосны, лаванда;
- «французский сад» — самый крупный сад виллы, состоит из центрального водоёма с фонтаном и боковых прудов; над парком возвышается павильон «Храм Любви», копия имеющегося в Версале;
- «сверский сад» — расположен рядом с чайным салоном, включает в себя террасу с видом на бухту Вильфранш;
- розарий — произрастают сорта роз, названные в честь Беатрисы Ротшильд и принцессы Монако Грейс Келли.